# 愛沙尼亞比賽
愛沙尼亞比賽是一檔由愛沙尼亞電視製作，並自2011年起播出的遊戲綜藝節目，其主持人為高特·基維斯季克（Gaute Kivistik），而助理主持人則是婭娜·赫琳松（Jaana Heeringson）。每期節目均會設有三名參賽者，每位參賽者接著需要投擲骰子，然後根據骰子點數前往相應方格並回答一條有關愛沙尼亞的問題。